# Takhemaret
Takhemaret là một đô thị thuộc tỉnh Tiaret, Algérie. Dân số thời điểm năm 2002 là 29.835 người.